# Linzhi-Felswühlmaus
Die Linzhi-Felswühlmaus (Neodon linzhiensis) ist ein Nagetier in der Unterfamilie der Wühlmäuse, das in Tibet vorkommt. Der erste Teil des deutschen Namens bezieht sich auf die Gemeinde, in der Exemplare gefunden wurden.
Die Art erreicht eine Kopf-Rumpf-Länge von 92 bis 115 mm, eine Schwanzlänge von 24 bis 39 mm sowie ein Gewicht von 26 bis 48 g. Die Hinterfüße sind 16 bis 20 mm lang und die Länge der Ohren beträgt 12 bis 15 mm. Das schwarzbraune Fell der Oberseite geht an den Körperseiten in die schwarzgraue Unterseite über. Weiterhin ist der Schwanz in eine schwarzbraune Oberseite und eine hellgraue Unterseite aufgeteilt. Bei Weibchen kommen acht Zitzen vor. Die Linzhi-Felswühlmaus hat sowohl schwarze als auch weiße Vibrissen. Diese sind 7 bis 28 mm lang.
Die Linzhi-Felswühlmaus wurde bis 2017 nur an fünf Stellen im Südosten Tibets gefunden. Die Exemplare hielten sich auf brach liegenden Reis- und Gerstefeldern auf. Die Fundstellen liegen zwischen 3640 und 3890 Meter Höhe.
Zur Lebensweise liegen keine Angaben vor. Die Art wird von der IUCN mit unzureichende Datenlage (Data Deficient) gelistet.